# Drzymałowo
Drzymałowo (do 13 marca 1939 Podgradowice) – wieś w Polsce położona w województwie wielkopolskim, w powiecie grodziskim, w gminie Rakoniewice. Położona jest przy drodze krajowej nr 32 Poznań – Zielona Góra oraz linii kolejowej Poznań – Wolsztyn (przystanek Drzymałowo).

## Części wsi
| SIMC    | Nazwa     | Rodzaj    |
| ------- | --------- | --------- |
| 0593572 | Zamieście | część wsi |

## Nazwa miejscowości
Miejscowość pierwotnie nazywała się Podgradowice o czym świadczy zapis z dokumentu datowanego na 1583 Podgradowicze. Nazwa została utworzona od nazwy sąsiedniej wsi Gradowice i określała jej położenie względem niej. Tę pierwotną nazwę miejscowość nosiła w okresie przed II rozbiorem Polski w 1793 i w latach międzywojennych (1918–1939).
W okresie Rzeszy Niemieckiej 1871–1919, podczas germanizacji nazewnictwa i Kulturkampfu zaborca pruski wprowadził nazwę niemiecką Kaisertreu. W okresie II RP w 1939 nazwę zmieniono na Drzymałowo, na cześć mieszkającego tutaj Michała Drzymały – polskiego chłopa, wsławionego walką z germanizacją 
W 1939 po podbiciu Polski przez nazistowskie Niemcy zmieniono nazwę wsi na Kaisertreu (Wartheland); w okresie okupacji niemieckiej Polski (1940–1945) obowiązywała nazwa Volkstreu. Po o zakończeniu II wojny światowej przywrócono polską nazwę Drzymałowo.

## Historia
Wieś pierwotnie związana była z Wielkopolską. Nie są znane wcześniejsze zapisy o niej niż z XVI wieku. Po raz pierwszy wieś wymieniana w dokumencie z 1583 pod nazwą Podgradowicze. Historycy nie wykluczają jednak wcześniejszej metryki miejscowości.
Miejscowość była własnością szlachecką należącą do lokalnej szlachty wielkopolskiej z rodu Ossowskich. W XVI wieku wieś leżała w powiecie kościańskim Korony Królestwa Polskiego.
W 1583 właściciel wsi Stanisław Ossowski zapisał oprawę wdowią swojej żonie Barbarze Gułtowskiej w postaci posagu oraz wiana na częściach Rakoniewic i Podgradowic w powiecie kościańskim, a w 1595 na całych Rakoniewicach oraz wsiach Podgradowice oraz Gnin, należących wówczas do majątku Rakoniewice.
W wyniku II rozbioru Rzeczypospolitej w 1793, miejscowość przeszła w posiadanie Prus i jak cała Wielkopolska znalazła się w zaborze pruskim. W okresie Wielkiego Księstwa Poznańskiego (1815-1848) miejscowość wzmiankowana jako Podgradowice należała do wsi większych w ówczesnym powiecie babimojskim rejencji poznańskiej. Podgradowice należały do rakoniewickiego okręgu policyjnego tego powiatu i stanowiły część majątku Rakoniewice, który należał wówczas do Czarneckiego. Według spisu urzędowego z 1837 Podgradowice liczyły 125 mieszkańców, którzy zamieszkiwali 21 dymów (domostw).
W latach 1975–1998 miejscowość położona była w województwie poznańskim.

## Odniesienia w kulturze
We wsi, przy drodze krajowej nr 32, znajduje się gościniec „U Michała”. Obiekt, jako „Zajazd w Świebodzinie”, występuje w 12 odcinku pt. Obywatel Monte Christo polskiego serialu telewizyjnego z 1986 w reżyserii Stanisława Barei Zmiennicy (postój w trakcie przejazdu z Warszawy do Świecka). Sceny wewnątrz kręcone były w Warszawie, w restauracji TVP przy ul. Jana Pawła Woronicza.